# عرفان (ممثل)
عرفان هو ممثل هندي، ولد في 3 مايو 1989.